# Antonino Gioè
Antonino Gioè (Altofonte, 4 febbraio 1948 – Roma, 28 luglio 1993) è stato un mafioso italiano, membro di Cosa nostra.

## Biografia
Gioè entra nella cosca di Altofonte guidata dal cugino Francesco Di Carlo nel 1976. Arrestato la prima volta nel 1979, viene accusato di omicidio, traffico di droga e detenzione di armi da fuoco. Rilasciato alla fine degli anni ottanta diventa capo della  famiglia di Altofonte, nel mandamento di San Giuseppe Jato. In questo  ruolo, viene coinvolto nell'organizzazione e nell'esecuzione della strage di Capaci in cui venne ucciso il giudice Giovanni Falcone.
Gioè si occupa del confezionamento dell'esplosivo e del successivo caricamento nel cunicolo sotto l'autostrada. Il 23 maggio 1992 si trova sulla collina nei pressi dello svincolo per Capaci e al passaggio delle auto di scorta del dottor Falcone dà il segnale a Giovanni Brusca per azionare il telecomando che provocò l'esplosione.

## L'arresto e la morte in carcere
Gioè viene arrestato a Palermo il 19 marzo 1993 dagli uomini della DIA che, seguendolo, erano riusciti ad intercettarlo attraverso delle microspie mentre parlava con un altro uomo d'onore della famiglia di Altofonte Gioacchino La Barbera, rivelando la sua partecipazione alla strage di Capaci e ad altri eventi delittuosi. Nella notte tra il 28 e il 29 luglio del 1993, Gioè muore suicida nel carcere di Rebibbia, impiccato alla grata della sua cella. Sul tavolo viene ritrovata una lettera in cui Gioè cerca di smentire le dichiarazioni fatte nel corso dei suoi colloqui con La Barbera.